# Smilax melanocarpa
Smilax melanocarpa là một loài thực vật có hoa trong họ Smilacaceae. Loài này được Ridl. miêu tả khoa học đầu tiên năm 1916.